# 北里柴三郎
北里 柴三郎（きたざと しばさぶろう、嘉永5年12月20日〈1853年1月29日〉- 昭和6年〈1931年〉6月13日）は、日本の微生物学者、教育者。位階勲等は、従二位勲一等男爵。
貴族院議員、私立伝染病研究所（現在の東京大学医科学研究所）創立者兼初代所長、土筆ヶ岡養生園（現在の東京大学医科学研究所附属病院）創立者兼運営者、私立北里研究所、北里研究所病院（現在の学校法人北里研究所）創立者兼初代所長・北里大学学祖、慶應義塾大学部医学科学長（1920年から慶應義塾大学医学部初代学部長）、慶應医学会初代会長、慶應義塾大学病院初代院長。
「近代日本医学の父」として知られる。1889年（明治22年）に破傷風菌の純粋培養に成功、翌1890年（明治23年）に血清療法を開発、さらに、1894年（明治27年）にペスト菌を発見し、「感染症学の巨星」と呼ばれる。第1回ノーベル生理学・医学賞では、最終候補者（15名のうちの1人）まで選ばれた。また、2024年7月3日に日本の新紙幣の人物になった。

## 生涯

### 出生から大学卒業まで
肥後国阿蘇郡小国郷北里村（現在の熊本県阿蘇郡小国町）に生まれた。父の惟保（これのぶ、1829年 - 1902年）は、熊本藩惣庄屋家北里家の分家の北里家の当主であり、庄屋を務め、温厚篤実、几帳面な性格であった。母の貞（てい、1829年 - 1897年）は豊後森藩士加藤海助の娘で幼少時は江戸で育ち、嫁いでからは庄屋を切り盛りした。北里の教育に関しては甘えを許さず、親戚の家に預けて厳しい躾を依頼した。闊達な性質で、柴三郎の指導者としての性格は母親譲りであろうとされる。
8歳から2年間、父の姉の嫁ぎ先の橋本家に預けられ、漢学者の伯父から四書五経を教わった。帰宅後は母の実家に預けられ、儒学者・園田保の塾で漢籍や国書を学び4年を過ごした。その後、久留島藩で武道を習いたいと申し出たが、他藩のため許可されず、実家に帰って父に熊本に遊学を願い出た。
1869年（明治2年）、細川藩の藩校時習館に入寮したが翌年7月に廃止されてしまった。その後、一時的に帰郷して地元の小国郷で教師、役所見習として採用されている（1870年8月26日付の辞令の控えが2022年に発見された）。
1871年（明治4年）、藩立の西洋医学所（現在の熊本大学医学部）に入学。そこで、教師のマンスフェルトに出会い医学の世界を教えられ、これをきっかけに医学の道に目覚めることになった。マンスフェルトから特別に語学を教わった柴三郎は短期間で語学を習得し、2年目からはマンスフェルトの通訳を務めるようになった。マンスフェルト、職員、生徒の集合写真にはマンスフェルトの横に北里が写っている。
1875年（明治8年）に、23歳で上京し、東京医学校（現在の東京大学医学部）に進学したが、在学中よく教授の論文に口を出していたため大学側と仲が悪く、何度も留年した。
1883年（明治16年）に、医学士となった。在学中に「医者の使命は病気を予防することにある」と確信し、予防医学を生涯の仕事とする決意し「医道論」を発表した。卒業時の成績（この時、31歳）は26名中8位であった。その後、長與專齋が局長であった内務省衛生局へ就職した。

### 留学時代

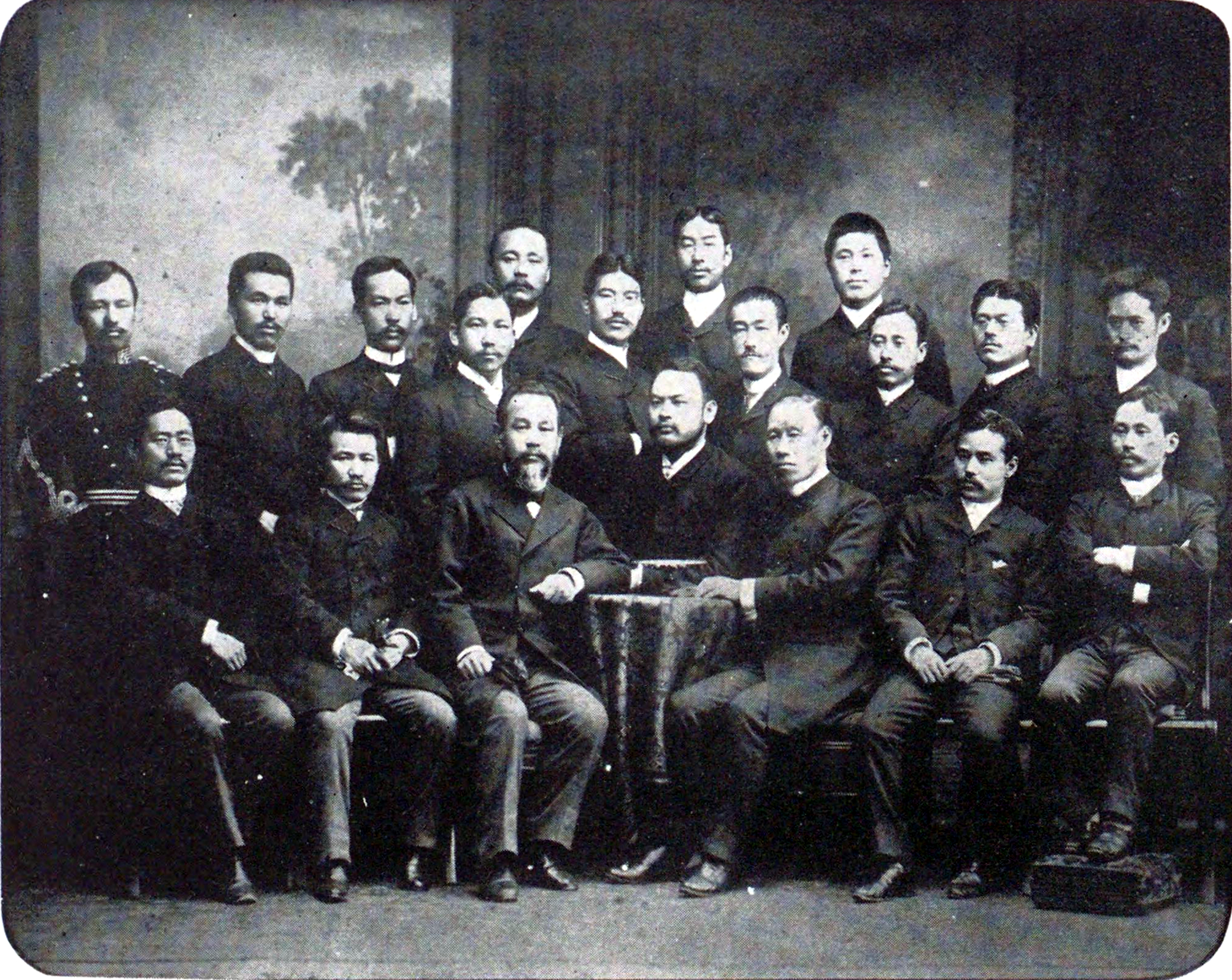
1888年、プロイセン王国ベルリン市にて日本人留学生と。

柴三郎は同郷で熊本医学校の同期生であり、東大教授兼衛生局試験所所長を務めていた緒方正規の計らいにより、1885年（明治18年）、ドイツのベルリン大学へ留学した。緒方正規と北里柴三郎は同郷で、熊本医学校では同期であったが、緒方は北里より3年早く東京医学校に入ったため、北里が東京医学校を卒業した時には、緒方は内務省衛生局では上司の立場になっていた。
ドイツでの柴三郎は、コッホととても仲良くなり、コッホに師事して大きな業績を上げた。1887年（明治20年）、石黒忠悳陸軍省医務局長はベルリンを訪問して、北里にペッテンコーファー研究室に移るように指示したが、コッホは石黒と面会し、北里柴三郎という人物の期待の大きさを強調したため、石黒は異動命令を撤回した。

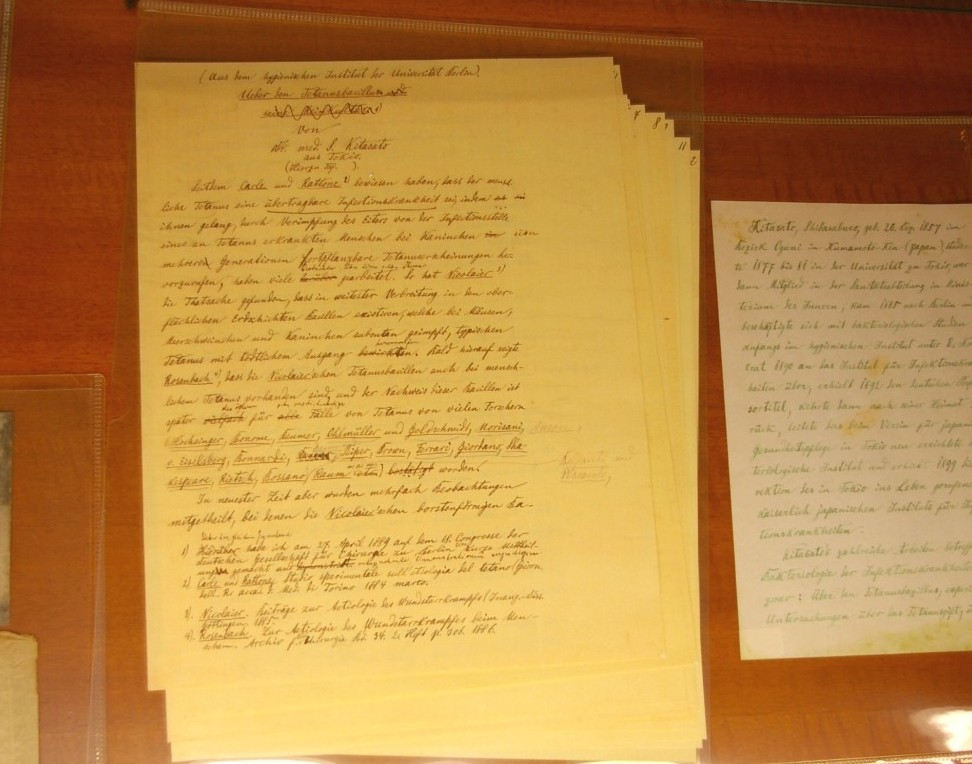
破傷風菌に関する論文原稿（明治22年）
コッホと思われる書き込みが認められる
東大医科研・近代医科学記念館

1889年（明治22年）、北里は世界で初めて破傷風菌のみを取り出す「破傷風菌純粋培養法」に成功した。翌年の1890年（明治23年）には破傷風菌抗毒素を発見し、世界の医学界を驚嘆させた。さらに「血清療法」という、菌体を少量ずつ動物に注射しながら血清中に抗体を生み出す画期的な手法を開発した。
1890年（明治23年）には、同僚であったベーリングと連名で「動物におけるジフテリア免疫と破傷風免疫の成立について」という論文を発表した。第1回ノーベル生理学・医学賞の候補に柴三郎の名前が挙がったが、血清療法をジフテリアに応用したベーリングが受賞した。人種差別のために受賞できなかったという明確な証拠は見つかっていない。
論文がきっかけで、北里は欧米各国の研究所や大学から招聘の依頼を数多く受けるが、国費留学の目的は日本の脆弱な医療体制の改善と伝染病の脅威から国家国民を救うことであるとして、これを固辞し、1892年（明治25年）に帰国した。

### 帰国後
北里はドイツ滞在中に、脚気の病原菌の発見を発表した緒方正規に対し、実験手法の不備を指摘し病原菌発見を否定した。先述の通り緒方は北里の上司だったことがあり、東京大学総長加藤弘之から「師弟の道を解せざる者」と激しい非難を浴びた。
帰国した北里は、学界および社会に向かって伝染病研究機関設立の必要性を熱心に説いた。そして、1892年（明治25年）6月、中央衛生会の長谷川泰、高木兼寛、石黒忠悳らが伝染病研究機関設立を建議した。しかし、仮に建議が通ったとしても事業開始は翌年4月以降であり、北里に無為に約1年を過ごさせるのはなんとかしたいという人が増えてきた。
北里のような優れた学者が無為に過ごすことを憂いた福澤諭吉は、まずは仕事ができるようにすべきだと考えて援助を行った。1892年（明治25年）10月初旬に芝公園内で研究所の着工が始まり、ひと月余りで十余坪の伝染病研究所が設立した。同年11月には、伝染病研究所は大日本私立衛生会から伝染病研究を委託され、年間3600円の財政支援を受けた。
1893年（明治26年）、伝染病研究所が手狭になったため、芝区愛宕町にある内務省の用地への移転を計画した。その頃、伝染病研究所の事業が国民の福祉に関係あることが識者に注目され、衆議院議員の長谷川泰ら175人の議員の賛成を得て、国が北里の伝染病研究所に補助金を出す建議が衆議院に提出され、認められた。
1893年（明治26年）、移転先の工事に着工しようとしたところ、危険なものを設立させてはならないと多数の芝区民による移転反対運動が起こった。さらに、元東大総長の渡辺洪基らも反対運動に参加した。世間でも騒がれて、社会的な問題に発展していった。その影響で、北里は研究事業をすることができなくなり、大日本私立衛生会の委託を辞して、海外からの招聘を受けようとも考えた。そこで、大日本私立衛生会では建設事務の一切を会の責任で行うことを約束し、事務担当者に永井久一郎を立てた。1894年（明治27年）2月に工事は完了した。
1894年（明治27年）、北里はペストの蔓延していた香港に政府・内務省から調査研究するように派遣され、病原菌であるペスト菌を発見するという大きな業績を上げた。同じ頃、東大も青山胤通を派遣するが、青山は不運にもペストに罹ってしまった。この時、東京大学派に属し青山と親交のあった森林太郎は、北里の発見したペスト菌がニセモノであると「鴎外全集～北里と中浜と～」（第三十三巻）の中で批判している。

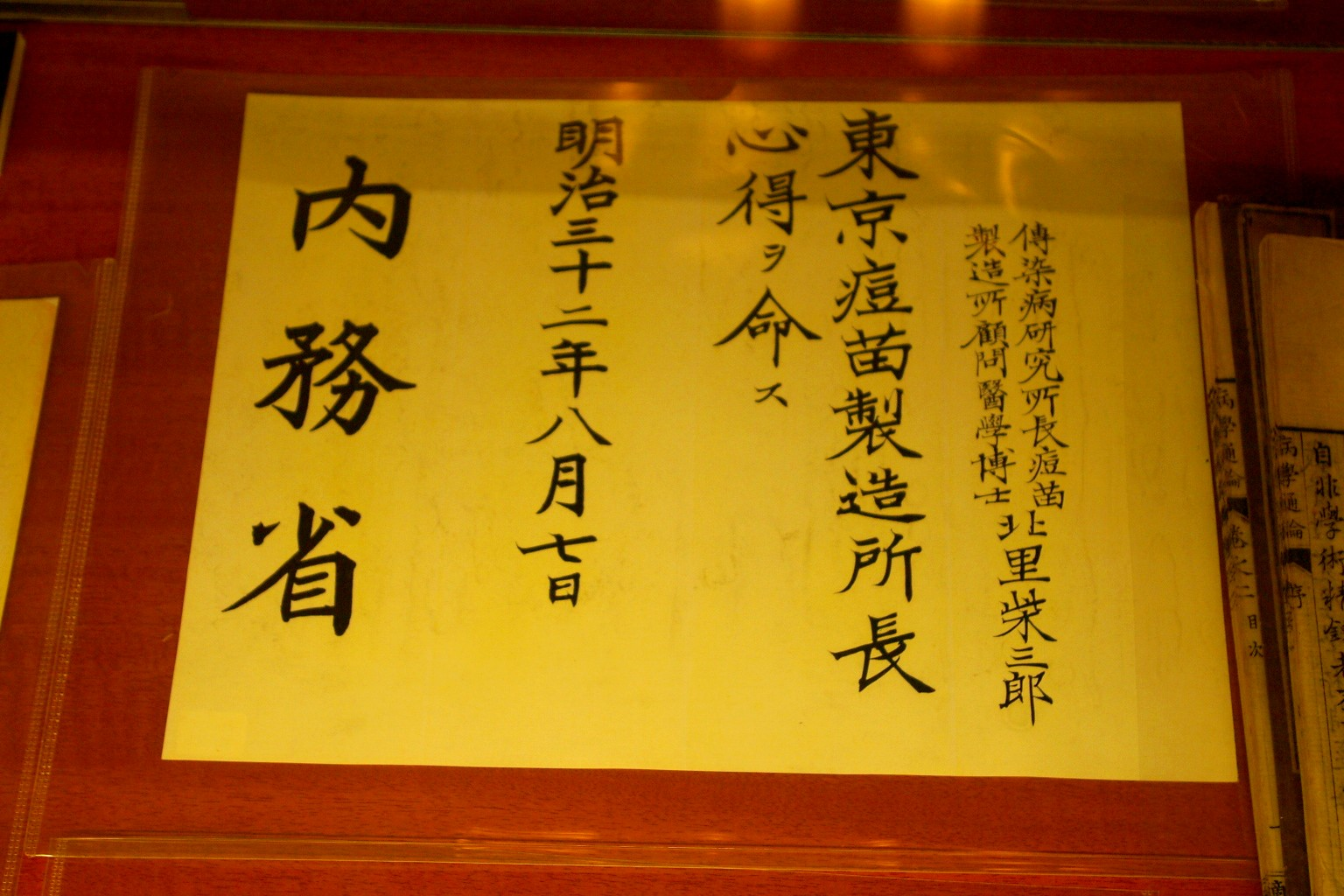
内務省より発令された東京痘苗製造所長への辞令（明治32年）
東大医科研・近代医科学記念館

1899年（明治32年）、「私立伝染病研究所」は、国から寄付を受けて内務省管轄の「国立伝染病研究所」となり、北里は伝染病予防と細菌学に取り組むことになった。
その後、伝染病研究所の研究員が増え、業務範囲も増えて芝区愛宕町の建物では手狭になったことから、1902年（明治35年）、東京の白金台に2万坪の土地を購入し、1906年（明治39年）11月、伝染病研究所、血清薬院、痘苗製造所の3機関の入る国立伝染病研究所（現在の東京大学医科学研究所）が完成した。

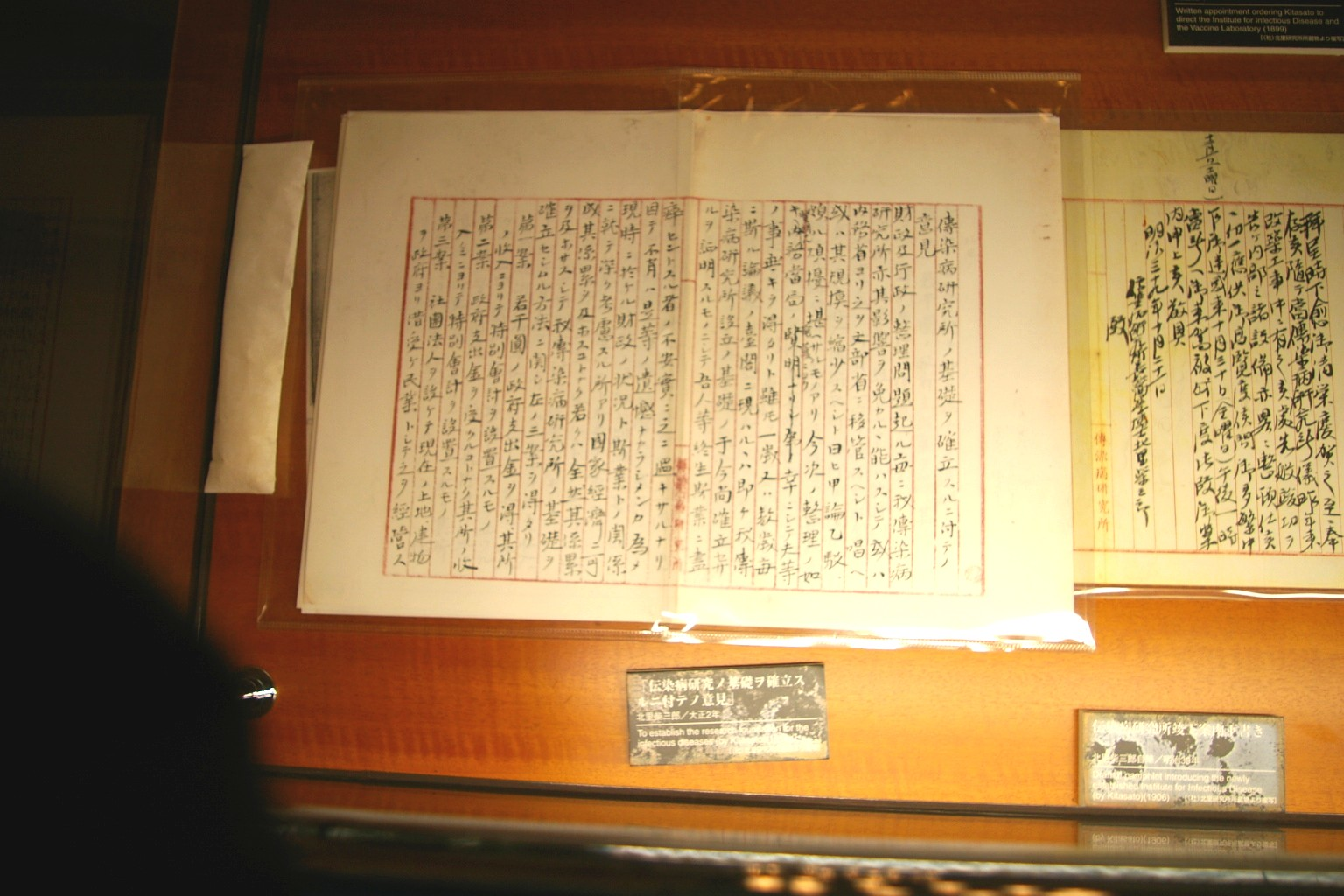
「伝染病研究ノ基礎ヲ確立スルニ付テノ意見」（大正2年）
東大医科研・近代医科学記念館

北里は、かねてから伝染病研究は衛生行政と表裏一体であるべきという信念のもと、内務省所管ということで研究にあたっていたが、1914年（大正3年）、政府は所長の北里柴三郎に一切の相談もなく、伝染病研究所の所管を突如、文部省に移管し、東大の下部組織にするという方針を発表した。これには、長年の東大の教授陣と北里との個人的な確執が背景にあると言われている。しかも、その伝染病研究所は青山胤通（東京帝国大学医科大学校長）が所長を兼任することになるが、北里はこの決定に猛反発し、その時もまだ東大と反目していたため、すぐに所長を辞任した。そして、新たに私費を投じて、私立北里研究所（現在の学校法人北里研究所、北里大学の母体）を設立した。そこで新たに、狂犬病、インフルエンザ、赤痢、発疹チフスなどの血清開発に取り組んだ。

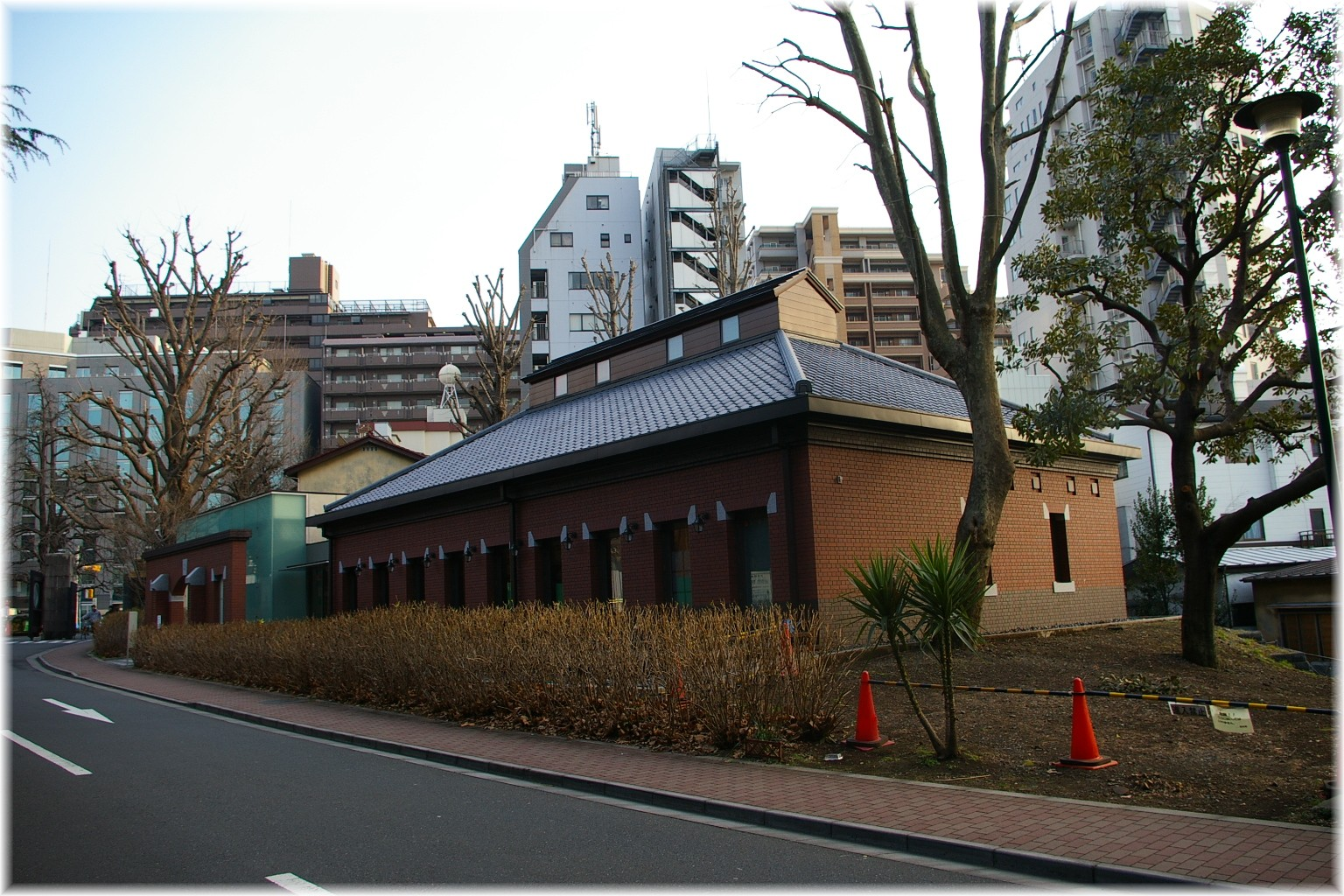
「伝染病研究所」の外観を模した近代医科学記念館（東京大学医科学研究所）

福澤諭吉没後の1917年（大正6年）、慶應義塾医学所が廃校になってから37年後、慶應義塾は国から医学科設置を許可され、「慶應義塾大学部医学科」が誕生した。北里は、福澤による長年の多大なる恩義に報いるため、学長に自ら進んで就任した。新設の医学科に所属する教授陣のメンバーにはハブの血清療法で有名な北島多一（第2代慶應医学部長、第2代日本医師会会長）や、赤痢菌を発見した志賀潔など、著名な研究者を惜しげもなく送り込み、柴三郎は終生無給で慶應義塾大学医学部（1920年、大学令により昇格）の発展に尽力した。
明治以降、日本では多くの医師会が設立され、一部は反目し合うなどばらばらの状況であったが、1917年（大正6年）に全国規模の医師会「大日本医師会」が設立され、北里柴三郎はその初代会長に就任した。その後、大日本医師会は、1923年（大正12年）に、医師法に基づく「日本医師会」となり、柴三郎は初代会長としてその組織の運営にあたった。

## 経歴
- 1853年（嘉永05年） - 肥後国北里村で代々総庄屋を務めた北里氏の支流の家に生まれる｡
- 1866年（慶応02年） - 熊本に出て、田中司馬（儒者、医学）の塾に入門する。[21]
- 1869年（明治02年） - 12月、熊本藩の藩校時習館に入寮。学問・武芸に励む。
- 1871年（明治04年） - 2月、熊本の古城医学所病院に入学。蘭医のコンスタント・ゲオルグ・ファン・マンスフェルトに師事。
- 1875年（明治08年） - 4月、22歳で東京医学校（1877年、東京大学医学部と改称）に入学する[注 7]。
- 1883年（明治16年）
  - 4月、松尾臣善（第6代日銀総裁）の長女・乕と結婚。
  - 7月、東京大学医学部卒業[23]（予科3年、本科5年の課程を7年半で修了）。
  - 11月、内務省衛生局に奉職。
- 1885年（明治18年） - 11月、ドイツ留学を命じられる。
- 1886年（明治19年） - 1月、ドイツベルリン大学のコッホ研究室に入り研究を開始する。
- 1889年（明治22年） - ベーリングとともに世界で最初に破傷風菌の純粋培養に成功する。
- 1890年（明治23年） - 世界で初めて血清療法を発見し、ジフテリア毒素と破傷風毒素に対する抗血清を開発する。12月、肺結核治療研究のため皇室から金一千円を下賜され、留学期間を1年延長（内務省は休職）。
- 1891年（明治24年） - 8月、医学博士の学位を受ける[24]。
- 1892年（明治25年） - 10月、日本に戻り福澤諭吉らの援助により芝公園内に設立された「伝染病研究所」の所長に就任する[注 8]11月、伝染病研究所は大日本私立衛生会の所属になり、年間3600円の財政支援を受ける。

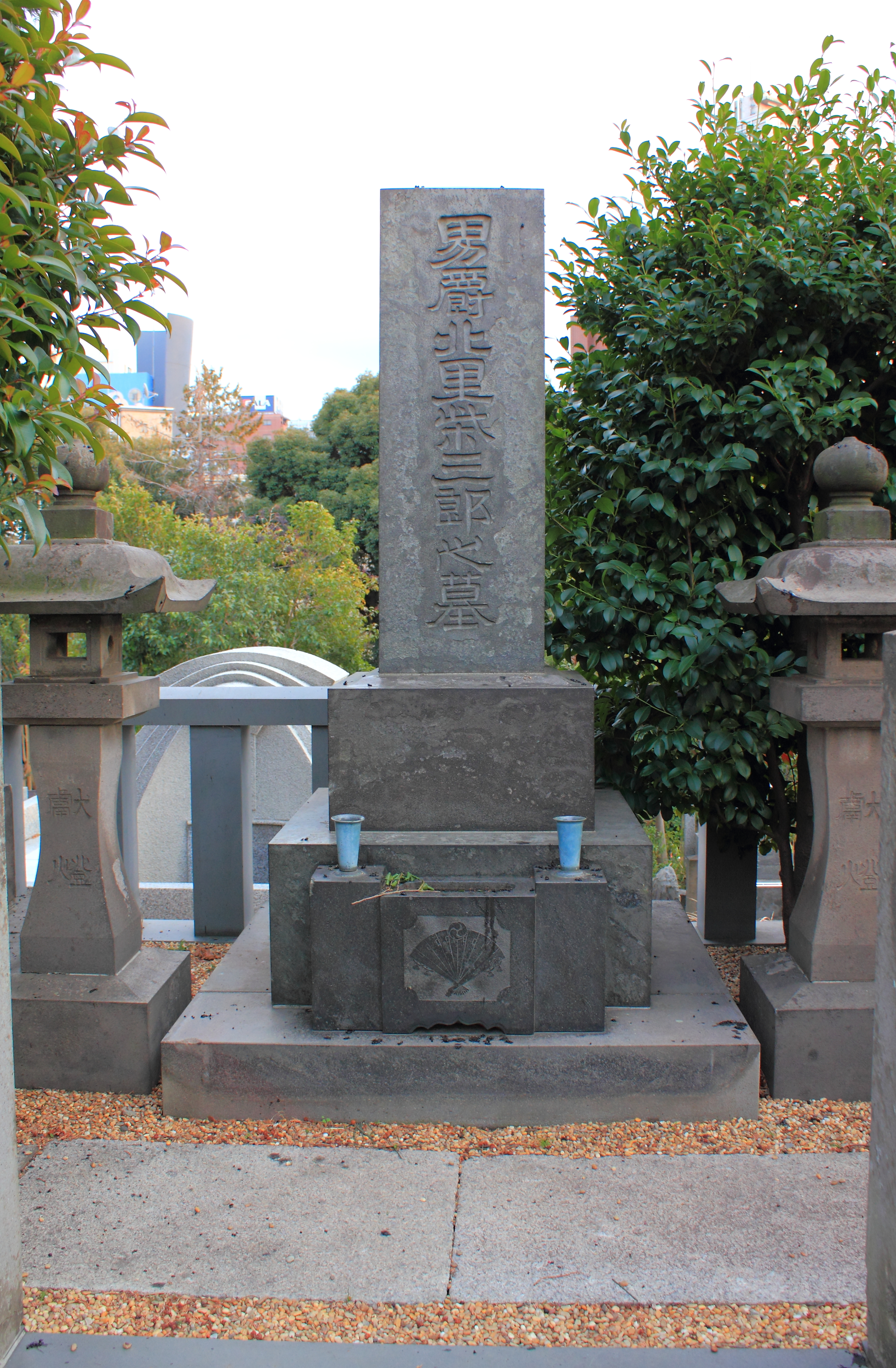
北里の墓（青山霊園）

- 1894年（明治27年） - 2月、伝染病研究所が芝区愛宕町に移転、ジフテリア抗血清の製造、これによる治療を開始する。5月には日本政府により香港へ調査派遣され、6月、感染症である腺ペストの病原菌を共同発見した[18]。ほぼ同時に、アレクサンダー・イェルサン（英語版）もペスト菌を発見した[18]。最初、ペスト菌はpasteurella pestis（パスツレラ ペスティス）と呼ばれていたが、今ではYersinia pestis（エルシニア ペスティス）と呼ばれている。
- 1899年（明治32年） - 3月、伝染病研究所が国立（内務省）に移管される。4月、北里は所長に就任する。
- 1901年（明治34年） - 第1回ノーベル生理学・医学賞の候補に選ばれる[25]。
- 1906年（明治39年） - 4月、日本連合医学会会頭。9月、帝国学士院会員に任命される。11月、新しい伝染病研究所の建物が東京の白金台に完成し、そこに移転する。
- 1908年（明治41年） - 6月、恩師コッホ夫妻を迎える。
- 1913年（大正02年） - 日本結核予防協会を設立、副会頭に就任する。
- 1914年（大正03年） - 伝染病研究所が突然、内務省から文部省に移管[26]され東京帝国大学に合併されることになる。この時、北里は、この移管に大反対して所長を辞任する。また、志賀潔をはじめとする研究所の職員全員も一斉に辞表を提出した。これは「伝研騒動」といわれる。11月5日に私費を投じて北里研究所を設立、初代所長に就任する。
- 1915年（大正04年） - 恩賜財団済生会芝病院（現・東京都済生会中央病院）設立とともに初代院長となる。
- 1916年（大正05年） - 11月、府県の医師会を統合して大日本医師会を設立、会長に就任する。
- 1917年（大正06年） - 慶應義塾大学部医学科の創立に尽力し、学長となる[19]（医学科は1920年（大正9年）に医学部となる）。12月26日、貴族院勅選議員に就任[27]。
- 1920年（大正09年） - 慶應義塾大学医学部学部長[19]、慶應医学会会長[28]および大学医学部病院の院長となる[19]。
- 1923年（大正12年） - 日本医師会を創設。初代会長に就任する。
- 1924年（大正13年） - 2月、男爵叙爵。
- 1928年（昭和03年） - 5月、慶應義塾大学医学部長を辞任、顧問就任[19]。
- 1931年（昭和06年） - 6月13日5時、脳溢血のため東京・麻布の自宅で死去。享年79（78歳没）。6月17日、青山斎場で葬儀。青山墓地に葬られる。

## 栄典
位階
- 1899年（明治32年）5月20日 - 正五位[29][30]
- 1904年（明治37年）6月10日 - 従四位[29][31]
- 1909年（明治42年）6月21日 - 正四位[29][32]
- 1914年（大正3年）
  - 7月10日 - 従三位[29][33]
  - 11月30日 - 正三位[29][34]
- 1931年（昭和6年）6月13日 - 従二位[35]

爵位
- 1924年（大正13年）2月11日 - 男爵[29][36]

勲章等
| 受章年                     | 略綬 | 勲章名             | 備考 |
| -------------------------- | ---- | ------------------ | ---- |
| 1892年（明治25年）12月29日 |      | 勲三等瑞宝章       |      |
| 1894年（明治27年）10月13日 |      | 旭日中綬章         |      |
| 1906年（明治39年）4月1日   |      | 勲二等瑞宝章       |      |
| 1911年（明治44年）8月25日  |      | 金盃一組           |      |
| 1919年（大正8年）10月25日  |      | 旭日重光章         |      |
| 1920年（大正9年）6月11日   |      | 金盃一組           |      |
| 1920年（大正9年）12月1日   |      | 銀盃一組           |      |
| 1925年（大正14年）1月14日  |      | 御紋付銀杯         |      |
| 1928年（昭和3年）11月10日  |      | 大礼記念章（昭和） |      |
| 1928年（昭和3年）11月10日  |      | 金杯一個           |      |
| 1931年（昭和6年）1月16日   |      | 御紋付銀盃一組     |      |
| 1931年（昭和6年）6月13日   |      | 勲一等旭日大綬章   |      |

外国勲章佩用允許
| 受章年                     | 国籍           | 略綬 | 勲章名                             | 備考 |
| -------------------------- | -------------- | ---- | ---------------------------------- | ---- |
| 1909年（明治42年）8月20日  | プロイセン王国 |      | 星章附赤鷲第二等勲章               |      |
| 1910年（明治43年）12月24日 | ノルウェー王国 |      | 聖オーラヴ第二等甲級勲章           |      |
| 1914年（大正3年）5月14日   | フランス共和国 |      | レジオンドヌール勲章コマンドゥール |      |

学術賞
- 1892年（明治25年）5月1日 - プロイセン王国：プロフエッソル[29]

## 親族
妻と子供
- 北里乕（とら、1867 - 1926）妻で松尾臣善の次女。1883年に結婚し、3男3女を育てる[46]。
  - 北里康子（1893 - 1981）長女。学習院女学部を出て渡辺銕蔵の妻となる。
  - 北里俊太郎（1895 - 1953）長男。土木・鉄道技術者の杉浦宗三郎 の三女・てる子と結婚し一児をもうけたが、三井物産在職中の1925年、9歳年下の22歳の赤坂の芸妓・琴寿と中禅寺湖で心中未遂（芸妓は水死）を起こし[47][48]、てる子と離婚後（てる子は大蔵官僚で日本長期信用銀行初代頭取の原邦道と再婚[49]）、1927年に横浜の絹織物商・椎野正兵衛商店の長女・婦美子と再婚した[50]。
  - 北里善次郎（1897 - 1978）次男。理科に進んで成業。
  - 北里良四郎（1907 - 1947）末男。工学に進んで実業家となる[46]。

庶子
- 柴崎ナカ - 間に文太郎（1918 - 生没不明）、武次郎（1922 - 生没不明、のち生物学者）。
- 三村こお - 間にトミ（1915 - 生没不明）、陽子（1918 - 生没不明）、正十郎（1921 - 生没不明）[51][52][53]。

兄弟
- 北里裟袈男 - 弟。帝国生命保険会社（現・朝日生命保険相互会社）の大株主であり常務取締役、弥生無尽会社顧問で、妻は柴三郎の妻の妹[54][55][56]。
- いく - 妹。神官の蔵原惟暁の妻となり、その息子に詩人の蔵原伸二郎。
- しう - 妹。惟暁の弟で政治家の蔵原惟郭の妻となる。息子は評論家の蔵原惟人。

孫
- 北里一郎（1932 - 2024）- 善次郎の長男。明治製菓の会長を務め、最高顧問となった。

## 北里の医道論
以下は「北里研究所誌」より。
- 北里は1877年ごろから同盟社という学生結社を組織し、社会活動を志すなら雄弁でなければならないと、毎週土曜に演説会を開き切磋琢磨していた。1878年4月は「医道論」を書き、予防医学を力説した。原稿が残っている。
  - 昔の人は医は仁術とか大医は国を治めるとかいいことをいう。医の真の目的は大衆に健康を保たせ国を豊かに発展させることにある。ところが医者という地位について勉強せず、自分の生計を目当てに病気を治すことで満足する者がいる。今から医学に入る者は大いに奮発勉励し、この悪弊を捨て医道の真意を理解しなければいけない。
  - ついで、医学生、開業医に向かい、現状を批判、昨年のコレラの流行を引用、悲憤慷慨し、予防医学の大切さを訴えている。最後に自作の七言絶句で決意を披歴している。

また、1920年（大正9年）、北里は慶應義塾大学医学部付属病院の開院式で、次のように語っている。
「予は福澤先生の門下生ではないが、先生の恩顧を蒙ったことは門下生以上である。ゆえに不肖報恩の一端にもならんかと、進んで此の大任を引き受けたのである。我らの新しき医科大学は、多年医界の宿弊たる各科の分立を防ぎ、基礎医学と臨床医学の連携を緊密にし、学内は融合して一家族の如く、全員こぞって斯学の研鑽に努力するを以て特色としたい」（「三田評論」、大正9年）

## 北里とハンセン病
- 第1回国際ハンセン病学会は1897年（明治30年）にベルリンで行われた。日本からは土肥慶蔵が出席、北里は出席はせず、日本のハンセン病事情を誌上発表している[58][要文献特定詳細情報]。第2回ハンセン病学会は1909年にノルウェーのベルゲンで開催され、北里は招待されて出席した。集合写真では、北里はハンセンの隣に座っている。北里は日本におけるハンセン病（Die Lepra in Japan）と言う題で発表した。前半で日本の現状、草津での疫学調査、鼻腔内感染者の考察、後半はオランウータンを使った感染実験、ネズミのハンセン病類症（鼠らい）とその細菌学的研究を述べている。
- 北里は伝染病研究所を創立してまもなく、ハンセン病の研究を開始している。これは私立らい療養所である目黒の慰廃園から専門医の派遣を要請されて行ったものである。一種の免疫療法剤である「レプリン」を開発したが、あまり有効ではなかった。『日本らい史』には、約3年間に180名を治療、全治4名、全治に近いもの3名、死亡2名、その他は快方に向かいつつあるとあるが、ハンセン病の自然治癒を薬剤効果と間違えたと考えられるという文献を引用している[59][注 9]。
- 来日したハンナ・リデルは、1895年熊本に回春病院というハンセン病病院を設立した。その後、敷地内にハンセン病研究所を企画した。1917年にリデルの頼みに応じ、北里研究所の内田三千太郎を研究所長に割愛した。回春病院の経営にも支援し、1918年（大正7年）の回春病院の募金活動趣意書に発起人として北里の名を連ねている[61]。

## 名字の読み
名字の「北里」の読み方に「きたざと」と「きたさと」の2つが存在するが、本来は「きたざと」である。
「きたざと」と発音するのは、子孫や、出生地の小国町、北里柴三郎記念館など。
「きたさと」と発音するのは、学校法人北里研究所（北里大学）や、北里を紙幣デザインに選んだ際の財務省の発表、それを受けたテレビ局など。また、文部科学省の教科書検定では「きたざと」は誤りとしている。
北里は留学先のドイツで「きたざと」と呼んでもらうために、ドイツ語で「ざ」と発音する「sa」を使い「Kitasato」と署名した。その署名が英語圏では「きたさと」と読まれ、英語圏の読み方が一般的となっていった。

## その他のエピソード
- 日本を代表する医学者として世界的に著名であった人物である。また、テルモの筆頭設立発起人でもあり、CMにたびたび登場していたこともある。
- 門下生からはドンネル先生[注 10]との愛称で畏れられ、親しまれていた。
- 葉山にあった北里の別邸は豊年のオーナーの杉山家の手に渡り1999年（平成11年）まで存在した。跡地には分譲マンションが建設された。

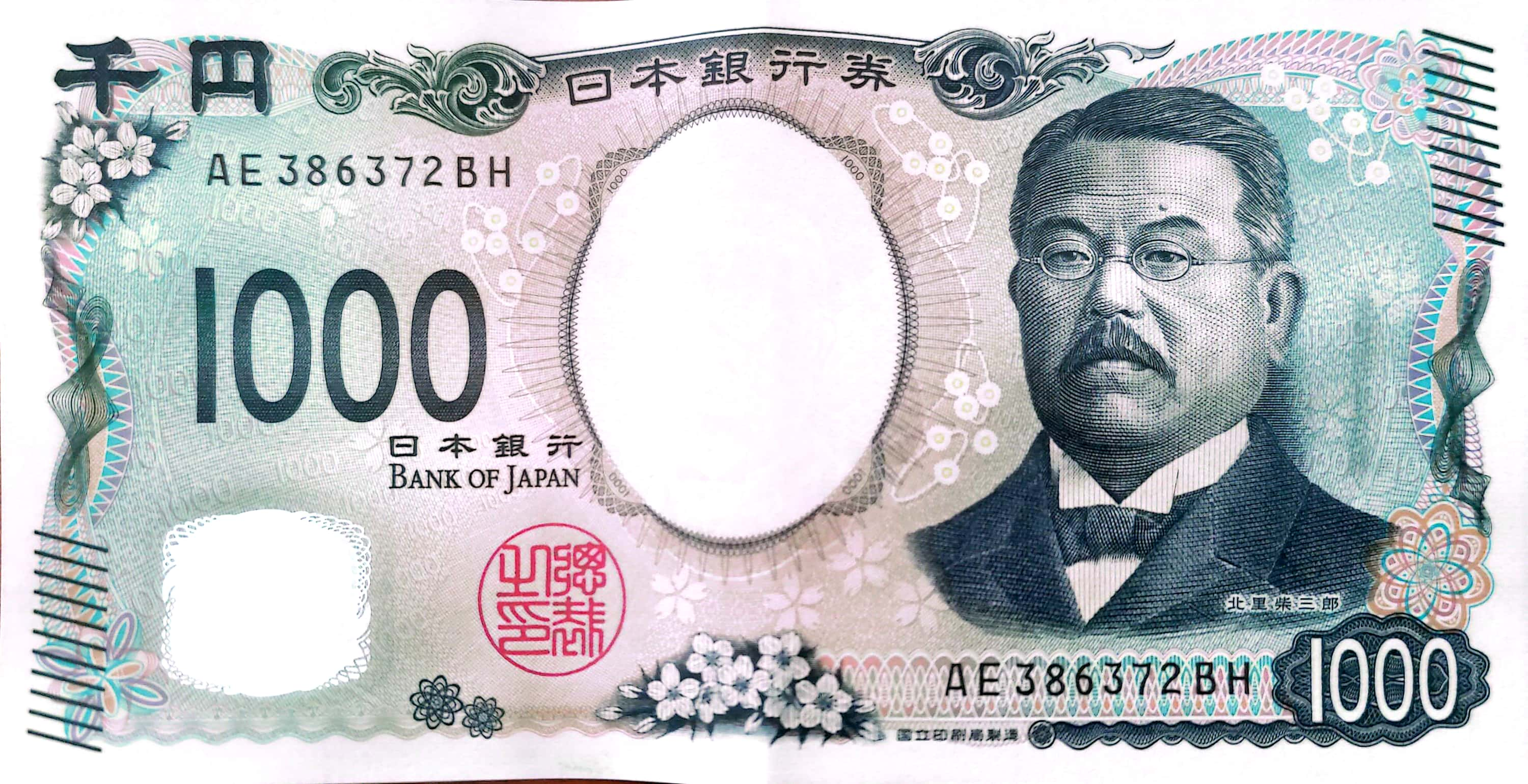
2024年発行の千円紙幣（F千円券） 表面

- テレビ熊本が1993年から年1回放送しているドキュメンタリードラマ「郷土の偉人シリーズ」では、1994年（平成6年）の第2作「肥後のカミナリ 北里柴三郎」（演・勝野洋）[66]と2024年（令和6年）の第31作「日本細菌学の父 北里柴三郎 ～終始一貫 未来を紡いで～」（演・塚地武雅）[67]の2回、北里の生涯を取り上げた。

- 2024年（令和6年）の日本銀行券の紙幣改定において、北里柴三郎が千円紙幣の肖像として使用されることが決定し、2019年（平成31年）4月9日に発表された[68][69][70]。新紙幣は2024年7月3日に発行された[71]。
- 以下の郵便切手に肖像が採用されている。
  - 「平成15年文化人郵便切手」2003年11月4日発行、80円切手3種のうちの1種[72]。
  - 「日本銀行券3券種の全面刷新」2024年6月19日発行、84円切手10種のうちの1種[73]。

## 人脈

### 恩師・知友
以下は北里研究所誌より。
- コンスタント・ゲオルグ・ファン・マンスフェルト - オランダ予備海軍軍医。オランダ館の医師として来日。1866年から1870年まで徳川幕府の依頼で長崎医学校の前身の精得館で教鞭をとり、1871年から3年間、熊本の医学校で教鞭をとった。北里はマンスフェルトに呼ばれて特別な教育を受け、2年目からマンスフェルトの講義の通訳を務め、講義録を作成した。後年、北里が有名になって母国に帰ったマンスフェルトに会っている[75]。
- ロベルト・コッホ - 世界的な細菌学者で北里の恩師。1908年に来日したときは、明治天皇、森鴎外、北里などから国家的歓待を受けている。鎌倉にコッホ碑、北里大学白金キャンパス敷地内にコッホ・北里神社がある。
- 福澤諭吉 - 北里のために伝染病研究所を建て、その運営のために結核専門病院である「土筆ヶ丘養生園」を建てた。また、伝染病研究所の近所に自らの子息の1人を住まわせた。
- 森村市左衛門 - 福澤諭吉の求めに応じて私立伝染病研究所に多額の寄付をした。
- 長與專齋 - 長崎でマンスフェルトに師事したため北里の先輩にあたる。文部省および内務省の医務局長として活躍した。北里が最初に就職したときに世話になった。
- 長谷川泰 - 内務省医務局長を経て衆議院議員。伝染病研究所問題に関与した。
- 後藤新平 - 医師。内務省に入ったのは北里の3か月前。ライバルであったが、コッホより北里に師事するように言われ、親しくなり終生の友となる。内務省衛生局長、東京市長を歴任。
- 清浦奎吾 - 同郷の政治家。首相を務める。政治的に北里の後ろ盾となる。
- 徳富蘇峰 - 同郷の文学者。郷土の北里の胸像の文字は徳富による。
- 山根文策 - 北里の東大の同級生。横浜十全病院の院長であったが、土筆ヶ丘養生園の診療に加勢。長女を北里の次男に嫁がせている。
- 隈川宗雄 - 北里の東大の同級生。生化学教授。
- 荒木寅三郎 - ドイツ留学中に知り合う。北里が学費の援助をした。長い間協力関係があった。
- 塩原又策 - 三共株式会社の創始者。
- 高峰譲吉 - アドレナリンの発見者。手紙で情報の交換を行う。
- 木下謙次郎 - 食通仲間。北里は木下の「美味求真」の序文を書いている。
- ルイ・パスツール - 1892年、北里は帰国に際し、パスツールに会いに行っている。有名な細菌学者であるが、ドイツ語ができなかったためコッホとの確執が生じた。
- パウル・エールリヒ - 北里の兄弟子。1908年、免疫学でノーベル生理学・医学賞を受けている。
- エミール・アドルフ・フォン・ベーリング（1854 - 1917） - 北里との共著などで1901年第1回ノーベル生理学・医学賞を受けている。
- ほかにゲオルク・ガフキー、ウィルヘルム・レフレル、アウグスト・フォン・ワッセルマン、ウィリアム・ウェルチ、イリヤ・メチニコフなどと文通がある。

### 後進の育成
- 石神亨（1857 - 1918） - 北里の熊本医学校時代の同輩。慈恵病院を経て、海軍軍医、北里の伝染病研究所でツツガムシ病、結核、ペストを研究。北里を助けた。
- 梅野信吉（1862 - 1930） - 獣医。1899年、国立伝染病研究所に入所。ジフテリア免疫血清を作るなど活躍した。
- 高木友枝（1858 - 1943） - 北里の東大時代2年後輩。伝染病研究所の助手。ペスト調査団として北里と石神が香港に派遣されたが、石神が発病したため香港に派遣された。その後、台湾の電力会社社長になる。
- 浅川範彦（1865 - 1907） - 高知医学校、済生学舎を経て医師開業試験に合格。ドイツ語を勉強した。伝染病研究所に入所。ツツガムシ病、破傷風を研究、欧米に先駆けて腸チフス診断液を作ったが、42歳の若さで他界した。
- 北島多一（1870 - 1956） - 東京大学卒業。伝染病研究所に入所。ドイツ留学ではベーリングのもとで研究し、帰国後、ハブ血清療法を研究。北里研究所、慶應義塾大学医学部、中央衛生会、日本医師会、済生会などすべて北里の跡を継ぎ、その長になっている。
- 志賀潔（1871 - 1957） - 東大卒業後、伝染病研究所に入所。赤痢菌を発見。エールリヒのもとで研究。トリパノゾーマ原虫と色素を用い、エールリヒが考えていた化学療法が有効であることを証明した。
- 秦佐八郎（1873 - 1938） - 岡山の医学部を卒業。伝染病研究所に入所。ペストを研究。ドイツではワッセルマンのもとで免疫学を研究。有功なサルバルサンを発見。
- 野口英世（1876 - 1928） - 済生学舎で勉強。医師開業試験に合格。1898年、伝染病研究所に入所。ペスト患者を発見、ペスト菌を確認し、ペストの蔓延を防いだ。アメリカに留学を希望した際、北里は知友5名宛ての紹介状を書いた。最初は臨時職員であったが、北里に礼状を書いている。ペンシルベニア大学のサイモン・フレクスナーのもとで業績を上げ、正規職員になっている。
- 宮島幹之助（1872 - 1944） - 医学から動物学に転向。国立伝染病研究所に入所後、マラリア、ツツガムシ病、日本住血吸虫、ワイル氏病を研究した。国際アヘン中央委員会委員、代議士としても活躍した。
- 高野六郎（1884 - 1960） - 医師。国立伝染病研究所に入所。補体作用における特殊なメカニズム、コレラ菌と腸チフス菌の菌体毒素と菌体成分、サルバルサンなどを研究。北里研究所創立に参加。慶應義塾大学医学部教授。厚生省予防局長。北里研究所の第3代所長を務める。
- 大谷彬亮（1880 - 1939） - 京都大学卒業。国立伝染病研究所、ドイツ留学。北里研究所内科部長。慶應義塾大学内科教授。養生園園長勤務。
- 後藤格次（1889 - 1969） - 東京大学農学部出身。国立伝染病研究所、北里研究所で研究。サルバルサンの国内製造を目指して成功。
- 小林六造（1887 - 1969） - 京都大学出身。伝染病研究所に入所。破傷風血清、淋菌ワクチンを研究。慶應義塾大学教授。国立予防研究所所長。らい研究所長を務める。
- 古賀玄三郎（1879 - 1920） - 京都大学出身。伝染病研究所に入所。結核のチアノクプロール療法を創始。
- 柴山五郎作（1871 - 1913） - 東大卒業後、伝染病研究所に入所。コレラとペストを研究。
- 照内豊（1873 - 1936） - 東大卒業後、伝染病研究所に入所。医化学を研究。脚気ビタミンの研究で知られる。
- 肥田音市（1880 - 1954） - 済生学舎出身。国立伝染病研究所でジフテリアを研究。
- 草間滋（1879 - 1936） - 東大卒業後病理学を専攻。ドイツ留学ではフライブルク大学で勉強。北里研究所部長。1919年より慶應義塾大学病理学教授。多くの俊英が集まった。
- 田端重晟（1864 - 1945） - 結核病院養生院の事務長。蓄財をよくし、北里研究所の設立に役に立った。
- 緒方収二郎（1857 - 1942） - 緒方洪庵の6男。養生園の医師。
- 田尻寅雄（1866 - 1947） - 第五高等中学医学校卒後、養生園・伝染病研究所助手として細菌学を研究。回春病院初代院長。

## 業績

### 邦文業績
以下は北里研究所誌より。
- 「蒼蠅ハ病毒伝染ノ媒介者」大日本私立衛生学雑誌7号、pp.14-17（1883）
- 「妊娠ヲ鑑別する新法」 中外医事新報96号、pp.1-2（1884）
- 「肝蛭（肝臓ジストマ）ノ発生スル理由」 中外医事新報99号、pp.1-3（1884）
- 「痰中にあるコグ氏（コッホ）黴菌試験法」 中外医事新報122号、pp.1-5、123号、pp.8-13（1885）
- 「鶏虎列刺（トリコレラ）菌発見 （緒方正規、北里柴三郎共著） 官報561号、pp.15-16（1885）
- 「衛生上飲料水簡易試験法」 大日本私立衛生会雑誌29号、pp.44-59（1885）
- 「赤痢菌探究」東京医事新誌409号、pp.155-158、410号、pp.189-192（1885）
- 「長崎県下虎列刺病原ノ談」 大日本私立衛生会雑誌31号、pp.14-26（1885）
- 「第8回コッホ記念講演開會の辞」細菌學雑誌316号、pp.54-55（1922）
- 「微生物ノ研究及應用」北里柴三郎記念室史料34号（1918、北里研究所）
- 「學問の神聖と獨立」三田評論211号、pp.15-19（1915）
- 「結核のツベルクリン療法に就て」細菌學雑誌199号、pp.331-345（1912）
- 「万國學藝會議状況」細菌學雑誌108号、p.630（1904）
- 「癩（らい）病に関する研究」傳染病研究所一覧（明治32年1月）pp.78-80（1899、傳染病研究所）
- 「論説」細菌學雑誌25号、pp.1-4（1897）
- 「惡性水腫菌、ラウシュブラント菌（鳴疽菌）、破傷風菌、インフルエンザ菌」傳染病研究講義、pp.26-119（1896、傳染病研究所）
- 「インフルエンザ菌」傳染病研究講義、pp.115-119（1896、南江堂）
- 「實布垤里亞（ジフテリア）及虎列刺（コレラ）病治療成績報告」細菌學雑誌1号、pp.3-56（1895）
- 「事業の成績 實布垤里亜・破傷風」傳染病研究所一覧、pp.11-25（1895、傳染病研究所）
- 「癩病」傳染病研究所一覧、pp.21-22（1895、傳染病研究所）
- 「ペスト菌ニ就テ」細菌学雑誌13号、pp.923-938（1895）
- 「ペスト病の原因調査 第1報報告」官報3326号、3327号、pp.367-368、pp.5-7（1894）
- 「ペスト病の原因取調に就て」大日本私立衛生會雑誌135号、pp.634-673（1894）
- 「ペスト病ノ原因調査第一報告」東京醫（医）學會雑誌8号、pp.698-707（1894）
- 「ペスト病調査復命書」官報3327号、pp.5-7（1894）
- 「ペスト病調査復命書」官報3326号、pp.367-368（1894）
- 「傳染病研究所設立の必要」大日本私立衛生會雑誌110号、pp.501-509（1892）
- 「論説」細菌學雑誌25号、pp.787-790（1887）
- 「赤痢菌原因探究」東京醫事新誌410号、pp.189-192（1886）
- 「赤痢菌原因探究」東京醫事新誌409号、pp.155-158（1885）
- 「長崎縣下虎列刺病原ノ談」大日本私立衛生會雑誌31号、pp.14-26（1885）
- 「医道論」北里柴三郎記念室史料2（1878、北里研究所）
- 「傳染病研究所ノ内務省所管ナラサルヘカラサル事」北里柴三郎論説集、pp.1219-1224
- 「結核豫防の急務」（1925年4月28日、第1回結核予防デーに東京放送局より放送）、社團法人東京放送局編『ラヂオ講演集 第一輯』日本ラジオ協會、pp47-49（1925）

### ドイツ留学中の業績
以下は北里研究所誌より。
- 日本のコレラ（ドイツ語）Dtsch.med.Wschr.,13:921-922,1887.
- チフス、コレラ菌の酸、アルカリ培地での様態（ドイツ語）Z. Hyg., 3:404-426,1888.
- 敗血中のらせん菌の純培養と重層らせん菌（ドイツ語）Cbl. Bakt. Parasit.3,73-75, 1888.
- コレラ菌の乾燥及び熱にたいする抵抗性（ドイツ語）Z. Hyg., 5, 134-140, 1889.
- 人糞中コレラ菌の様態（ドイツ語）Z. Hyg., 5, 487-490, 1889.
- 乳汁中コレラ菌の様態（ドイツ語）, Z. Hyg., 5, 491-496, 1889.
- 人工培養で他種の病原、非病原菌に対するコレラ菌の様態（ドイツ語）Z. Hyg., 6, 1-10, 1889.
- コレラ菌の乾燥および熱にたいする抵抗性 追加報告（ドイツ語）Z. Hyg., 6, 11-12, 1889.
- 気腫疽菌培養試験（ドイツ語）Z. Hyg., 6:105-116, 1889.
- 破傷風の病原菌（ドイツ語）Ztsch. med. Wschr. 15:635-636, 1889.
- 破傷風菌（ドイツ語）Z. Hyg. 7:225-234, 1889.
- チフス類似菌に対比し、チフス菌のインドール反応は陰性（ドイツ語）Z. Hyg. 7:515-520, 1889.
- 麝香菌（ドイツ語）Cbl. Bakt. Parasit. 5: 365-369, 1889.
- 嫌気性菌の新知見（ドイツ語）Z. Hyg., 8:41-47, 1889.
- 気腫疽菌の固形培地での発育（ドイツ語）Z. Hyg., 8:55-61, 1890.
- 土壌中の深度と炭疽菌芽胞形成性の調査（ドイツ語）Z. Hyg., 8:198-200, 1890.
- 嫌気性菌の新知見 第2報 破傷風菌（ワイル共著）（ドイツ語）Z. Hyg., 8:404-411, 1890.
- 動物におけるジフテリア免疫と破傷風免疫の成立（ベーリング共著）（ドイツ語）Dtsch. med. Wschr. 16:1113-1114, 1890.
  - Ueber das Zustandekommen der Diphtherie-Immunität und der Tetanus-Immunität bei Tieren Dr. Behring und Dr. Kitasato , Deutsche Medicinische Wochenshrift 49, 4. December 1890.[78]
- 嫌気性菌の新知見 第3報（ワイル共著）（ドイツ語）H. Hyg. 9: 97-102, 1890.
- 破傷風毒素に関する実験的研究（ドイツ語）Z. Hyg. 10:267-305, 1891.
- インフルエンザ菌とその培養法（ドイツ語）Dtsch. med. Wschr. 18:28, 1892.
- 喀痰中の結核菌とその他病原菌の純粋培養（ドイツ語）Z. Hyg. Infectionskrh. 11: 441-444, 1892.
- 免疫と抗毒性について（ブリーゲル、ワッセルマン共著）（ドイツ語）Z. Hyg. Infectionskr. 12: 137-182, 1892.
- 破傷風動物の治療実験（ドイツ語）Z. Hyg. Infectionskr. 12: 256-260, 1892.
- 結核モルモットのツベルクリン療法（ドイツ語）Z. Hyg. Infectionskr. 12:321-327, 1892.

### 帰国後に論文になったもの（欧文論文のみ）
以下は北里研究所誌より。
- 香港のペスト（ラウソンによる速報）（英語）Lancet, 1894 (ii), August 11:325,1894.
- 腺ペスト菌（英語）1894 (ii) August 25:428-430,1894.
- ペスト（中川愛咲共著）（英語）Twentieth Century Practice, vol.7, Infectious Diseases, p.325-352, New York, William Wood & Co., Boston, 1898.
- 明治32年11月から明治33年1月までの神戸、大阪のペスト流行調査報国（高木友枝、志賀潔、守屋伍造共著）（ドイツ語）内務省衛生局報 1900年 1-104, 1900.
- 和牛と結核（牛結核）との関係（ドイツ語）Z. Hyg. Infectionskr. 48:471-484, 1904.
- 和牛と結核（牛結核）との関係（英語）Medicine & Technology, Vol.6, 137-148, Miffilin & Co. Boston, 1906.
- 日本のペスト撲滅対策（英語）Philippines J. Sci. 1: 465-481, 1906.
- 日本のペスト撲滅対策（英語）New York Med. J. 84: 1-29, 1906.
- 日本のハンセン病（ドイツ語）Zeitschr. Hyg. Infectionskrh. 63:507-516, 1909.
- 日本の結核病（ドイツ語）Zeitschr. Hyg. Infectionskrh. 63:517-520, 1909.
- 日本のペスト（ドイツ語）Zeitschr. Hyg. Infectionskrh. 64:279-284, 1909.
- 日本のペスト予防（英語）Reports of the International Plague Conference, Bureau of Printing, Manila, 244-247, 1912.
- ペストについて（ドイツ語）Berliner klinische Wschr. 41:1881-1884, 1913.

## 栄誉一覧
以下は北里研究所誌より。
- 勲三等瑞宝章（日本、1892年）
- プロフェッソルの称号（プロシア、1892年）
- 勲三等旭日中綬章（日本、1894年）
- ロンドン衛生研究所名誉所員（イギリス、1895年）
- イタリア王国衛生会名誉会員（イタリア、1896年）
- イギリス衛生院名誉会員（イギリス、1896年）
- カタルーニア衛生院名誉会員（スペイン、1898年）
- ロシア陸軍軍医大学校名誉会員（ロシア、1899年）
- ベルリン万国結核中央予防局名誉会員（ドイツ、1901年）
- 国際結核予防協会名誉会員（ドイツ、1902年）
- マニラ医学会名誉会員（フィリピン、1903年）
- アメリカ熱帯医学会名誉会員（アメリカ、1903年）
- ニューヨーク医学会名誉会員（アメリカ、1904年）
- ハーベン学会名誉会員（イギリス、1904年）
- ロンドン伝染病学会名誉会員（イギリス、1904年）
- セントルイス科学協会名誉会員（アメリカ、1904年）
- ロンドン王立内科外科学会（現・ロンドン王立医学協会）名誉会員（1905年）
- 勲二等瑞宝章（日本、1906年）
- 帝国学士院会員（日本、1906年）
- ロンドン王立公衆衛生学会名誉会員（イギリス、1907年）
- 第6回国際結核予防会議名誉通信会員（オーストリア、1907年）
- 王立協会外国人会員（イギリス、1908年）
- パトリジー・エキゾーチック学会名誉会員（フランス、1908年）
- 星章赤鷲第二等勲章（ドイツ、1909年）
- ロンドン熱帯病学会及び衛生学会名誉会員（イギリス、1910年）
- ベルリン医学会名誉会員（ドイツ、1910年）
- サン・オラフ第二等甲級勲章（ノルウェー、1910年）
- 熱帯医学会名誉会員（フランス、1912年）
- アメリカフィラデルフィア哲学会会員（アメリカ、1914年）
- コマンドール・ド・ロフドル・ナシオナル・ド・ラ・レジオン・ド・ヌール勲章（フランス、1914年）
- フィラデルフィア自然科学アカデミー通信会員（アメリカ、1914年）
- フランス学士院医学部会員（フランス、1916年）
- 男爵（日本、1924年）
- ハーベン金牌（イギリス王立公衆衛生院）（1925年）
- レニングラード微生物学会名誉会員（ロシア、1926年）
- ウィーン微生物学会名誉会員（オーストリア、1926年）
- レオポルディナ・ドイツ帝国自然科学学士院会員（ドイツ、1926年）
- 国際微生物学会名誉会員（フランス、1930年）
- 勲一等旭日大綬章（日本、1931年）

## 著書

### 単著
- 宇都宮綱条 編『黴菌学研究』英蘭堂、1893年7月。NDLJP:834066。
- 『北里医学博士演説』君沢田方郡私立衛生会、1893年7月。NDLJP:836805。
- 『ペスト病ノ原因調査第一報告』伝染病研究所、1894年8月。NDLJP:835409。
- 『恙虫病原調査報告書』伝染病研究所、1894年12月。NDLJP:835306。
- 『実布垤利亜及虎列剌病治療成績報告』伝染病研究所、1895年1月。NDLJP:835255。
- 中川愛咲編纂 編『伝染病研究講義』 第1巻、南江堂、1896年11月。NDLJP:835313。
- 『「ペスト」ト蚤ノ関係ニ就テ 淡路島由良町ニ於ケル「ペスト」流行ノ研究』東京市役所、1909年3月。NDLJP:835397。
- 『肺の健康法』広文堂、1910年12月。NDLJP:835362。
- 『北里細菌及伝染病学雑纂』金原商店、1911年6月。NDLJP:835118。
- 『伝染病予防撲滅法』家庭之衛生社、1911年12月。NDLJP:837085。
- 『強肺深呼吸法』広文堂〈最新衛生叢書 第1編〉、1911年12月。NDLJP:836814。
- 『伝染病予防撲滅法』家庭之衛生社〈通俗伝染病叢書 第1編〉、1911年12月。
- 『腸窒扶斯とパラチフス』家庭之衛生社〈通俗伝染病叢書 第2編〉、1912年8月。NDLJP:934889。
- 『虎列剌予防法』家庭之衛生社〈通俗伝染病叢書 第3編〉、1912年10月。NDLJP:934890。

### 共著
- 北里柴三郎『北里柴三郎破傷風菌論』哲学書房〈能動知性 1 生の場〉、1999年12月。ISBN 9784886792518。

### 編集
- 『北里研究所一覧』北里研究所、1915年12月。
  - 『北里研究所一覧』（第3版）北里研究所、1918年10月。NDLJP:934981。

### 校閲
- 柳下士興、斎藤粂次郎『虎列剌赤痢予防消毒実施手控』柳下釧之助、1895年5月。NDLJP:835150。
- 遠城兵造『臨床的細菌検査法』日本医事週報社、1896年8月。NDLJP:834607。
- 石神亨 編『ペスト』石神亨、1899年12月。NDLJP:835395。
  - 石神亨 編『ペスト』（増補再版）石神亨、1900年3月。NDLJP:835396。
- 柴山五郎作『最近之肺結核療法』山本重傑、1901年2月。NDLJP:835246。
  - 柴山五郎作『最近之肺結核療法』（改訂増訂10版）誠之堂書店、1907年11月。NDLJP:835247。
  - 柴山五郎作『最近之肺結核療法』（改補改版（12版））誠之堂書店、1912年5月。NDLJP:835248。
- 志賀潔『赤痢病論』佐藤嘉六、1901年6月。NDLJP:835278。
- 岡崎祇照『袖珍細菌学』南江堂、1904年12月。NDLJP:833659。
- 柴山五郎作『社会教育 肺結核』誠之堂、1907年3月。NDLJP:835353。

### 作品集
- 『北里柴三郎論説集』北里研究所、1978年12月。
- 『北里柴三郎読本』 上 北里柴三郎伝 北里柴三郎論説選（前篇）、書肆心水、2013年1月。ISBN 9784906917099。

収録：破傷風病毒菌及びそのデモンスタラチオン, 緒方氏の脚気バチルレン説を読む, 与森林太郎書, 伝染病研究所設立の必要, 赤痢病流行に就いて, 種痘に就いて, ローベルト・コッホ氏の黴菌学上コレラ診断法の現況, 恙虫病原に就いて, ペスト病の原因取調べに就いて, 免疫試験結果の報告, コレラ病血清療法に就いて, 伝染病予防法大意, 牛痘免疫法, 天然抗毒素の所在についての質疑, 医学博士中浜東一郎君に答う, 伝染病予防接種法に就いて, 輓今に於ける血清療法の価値, 前年中に於ける海外衛生上の報道, ペストに就いて, 挨拶
- 『北里柴三郎読本』 下 北里柴三郎論説選（後篇）、書肆心水、2013年1月。ISBN 9784906917105。

収録：ペスト予防接種に就いて, 免疫血清談, 伝染病に就いて, 慢性伝染病予防に就いて, 伝染病の予防に関する二、三の注意, ペスト予防に就いて、流行性脳脊髄膜炎に就いて, 二、三の伝染病に対する注意, 結核の蔓延及び予防, ローベルト・コッホ先生, ペスト病予防に関するコッホ氏の意見, 日本に於けるペスト蚤説の証明, 欧洲視察談, 伝染病予防に就いて, 腸チフス予防に関する注意, 故恩師ローベルト・コッホ先生を弔う, 医師試験と医科大学, 伝染病研究所の内務省所管ならざるべからざる事, 労働者の保護、結核病に就いて, 挨拶, 伝染病研究所辞職の理由, 陳情書, 伝染病研究所全所員に対する告別, 北里研究所設立趣旨書, 北里研究所設立披露, 結核療法の進歩, 結核の蔓延及びその予防, 開所の辞, 学問の神聖と独立, コレラ研究の回顧, コレラ, ペスト, 開会の辞, 医師奮起の要望, 挨拶, コッホ未亡人宛書翰訳文, 式辞
- 林志津江・森孝之・檀原宏文・手塚甫 訳『北里柴三郎学術論文集 日本語翻訳版』北里研究所〈北里柴三郎研究シリーズ 2〉、2018年11月。

収録：日本におけるコレラ, チフス菌およびコレラ菌の酸またはアルカリ性培地に対する反応について, 腐敗血液に由来するらせん菌（Spirillum concentricum n.sp.）の純粋培養について, 緒方の「脚気菌」、脚気の病因論に関する研究について, ペーケルハーリングおよびヴィンクレルの「ベリベリ」に関する報告について, ペーケルハーリングおよびヴィンクレルの上掲反論に対する覚書, コレラ菌の乾燥および熱に対する抵抗力, 人糞中でのコレラ菌の反応, 牛乳中でのコレラ菌の反応, 人工培地中のコレラ菌がおよぼす他の病原性および非病原性微生物に対する反応について, コレラ菌の乾燥および熱に対する抵抗力, 気腫疽菌とその培養法について, 破傷風病原体について, 破傷風菌について, チフス菌が有する他のチフス菌類似細菌とは異なったインドール陰性反応, 麝香菌について, 嫌気性細菌に関する知見, 気腫疽菌の固形培地における増殖について、気腫疽菌とその培養法について, 深度が異なる土壌中における炭疽菌の芽胞形成に関する研究, 嫌気性細菌に関する知見   第2報 破傷風菌, 動物におけるジフテリア免疫および破傷風免疫の成立について, 嫌気性細菌に関する知見 第3報 酸化的および還元的培地について, 破傷風毒素に関する実験的研究, インフルエンザ菌とその培養法について, 喀痰から採取した結核菌およびその他の病原性細菌の純粋培養, 免疫と耐毒性について, 破傷風に罹患した動物の治療実験, 結核に罹患したモルモットに対するツベルクリン療法について, 腺ペスト菌, 神戸と大阪におけるペストの流行に関する報告, ウシ結核（ペルズフト）に対する日本原産牛の反応, ウシ結核（ペルズフト）に対する日本原産牛の反応について, 日本におけるペストとの闘争, 日本におけるペストとの闘い, 日本におけるハンセン病, 日本における結核, 日本におけるペスト, 日本におけるペスト予防措置, エミール・フォン・ベーリング博士への書簡, エミール・フォン・ベーリング博士への書簡, 教授ローベルト・コッホ博士への挨拶, 第2回万国（国際）ハンセン病会議における挨拶, 第16回万国（国際）医学会議における挨拶, 通信、Dtsch.med.Wschr編集委員に対する北里柴三郎教授の公開書状, 第6回極東熱帯医学会における会頭演説, ラウソン医師からの通信、香港におけるペスト